# Carnival of Souls: The Final Sessions
Carnival of Souls: The Final Sessions je 17. studiové album rockové skupiny Kiss. Původně měla deska vyjít už v roce 1996, ale kvůli obnovení skupiny v původní sestavě nevyšla. Až v roce 1997, když materiál unikl na internet, se skupina rozhodla toto album vydat.

## Seznam skladeb
| Pořadí         | Název                     | Autor                           | Hlavní zpěvák  | Délka |
| -------------- | ------------------------- | ------------------------------- | -------------- | ----- |
| 1.             | Hate                      | Simmons / Van Zen / Kulick      | Gene Simmons   | 4:36  |
| 2.             | Rain                      | Stanley / Kulick / Cuomo        | Paul Stanley   | 4:46  |
| 3.             | Master & Slave            | Stanley / Kulick / Cuomo        | Stanley        | 4:57  |
| 4.             | Childhood's End           | Simmons / Tommy Thayer / Kulick | Simmons        | 4:20  |
| 5.             | I Will Be There           | Stanley / Kulick / Cuomo        | Stanley        | 3:49  |
| 6.             | Jungle                    | Stanley / Kulick / Cuomo        | Stanley        | 6:49  |
| 7.             | In My Head                | Simmons / V.Zen / St.James      | Simmons        | 4:00  |
| 8.             | It Never Goes Away        | Stanley / Kulick / Cuomo        | Stanley        | 5:42  |
| 9.             | Seduction of the Innocent | Simmons / Van Zen               | Simmons        | 5:16  |
| 10.            | I Confess                 | Simmons / Tamplin               | Simmons        | 5:23  |
| 11.            | In the Mirror             | Stanley / Kulick / Cuomo        | Stanley        | 4:26  |
| 12.            | I Walk Alone              | Simmons / Kulick                | Bruce Kulick   | 6:07  |
| Celková délka: | Celková délka:            | Celková délka:                  | Celková délka: | 60:11 |

## Obsazení
- Paul Stanley – rytmická kytara, zpěv
- Gene Simmons – basová kytara, zpěv
- Bruce Kulick – sólová kytara, zpěv
- Eric Singer – bicí, zpěv

## Umístění
| Hitparáda (1997)        | Umístění |
| ----------------------- | -------- |
| Rakouský žebříček alb   | 37       |
| Finský žebříček alb     | 17       |
| Německý žebříček alb    | 36       |
| Norský žebříček alb     | 23       |
| Švédský žebříček alb    | 29       |
| US Billboard Pop Albums | 27       |